# Mariel Zagunis
Pour les articles homonymes, voir Zagunis.
Mariel Leigh Zagunis, née le 3 mars 1985 à Beaverton dans l'Oregon, est une escrimeuse américaine, pratiquant le sabre.
Fille de deux anciens participants aux Jeux olympiques d'été de 1976 de Montréal, elle devient la première femme à remporter trois titres mondiaux la même année, avec les titres individuels cadettes et juniors ainsi que le titre par équipe. Cette performance sera dépassée en 2006 par sa compatriote Rebecca Ward qui la bat en finale des mondiaux 2006 de Turin.
Auparavant, elle a été la première escrimeuse américaine depuis un siècle à remporter une médaille d'or olympique lors des Jeux olympiques 2004 d'Athènes.
En juillet 2012, elle est désignée comme porte-drapeau de l'équipe américaine pour les Jeux olympiques de Londres.

## Palmarès
- Jeux olympiques d'été
  -  Médaille d'or lors des Jeux olympiques 2004 d'Athènes
  -  Médaille d'or lors des Jeux olympiques 2008 de Pékin
  -  Médaille de bronze par équipes lors des Jeux olympiques 2008 de Pékin
  -  Médaille de bronze par équipes lors des Jeux olympiques 2016 de Rio de Janeiro
- Championnats du monde d'escrime
  -  Médaille d'or aux championnats du monde d'escrime 2010 à Paris
  -  Médaille d'or aux championnats du monde d'escrime 2009 à Antalya
  -  Médaille d'or par équipes aux championnats du monde d'escrime 2005 à Leipzig
  -  Médaille d'argent aux Championnats du monde d'escrime 2014 à Kazan
  -  Médaille d'argent aux championnats du monde d'escrime 2011 à Catane
  -  Médaille d'argent aux championnats du monde d'escrime 2006 à Turin
  -  Médaille d'argent par équipes aux championnats du monde d'escrime 2006 à Turin
  -  Médaille d'argent par équipes aux championnats du monde d'escrime 2004 à New York
  -  Médaille de bronze par équipes aux championnats du monde d'escrime 2013 à Budapest
  -  Médaille de bronze par équipes aux championnats du monde d'escrime 2012 à Kiev
  -  Médaille de bronze par équipes aux championnats du monde d'escrime 2011 à Catane
  - Championne du monde juniors en 2001
  - Championne du monde juniors par équipes en 2000 et 2001
  - Championne du monde cadettes en 2001